# Карафа, Оливьеро
Оливьеро Карафа (итал. Oliviero Carafa; 10 марта 1430, Неаполь — 20 января 1511, Рим) — итальянский религиозный деятель из рода Карафа, архиепископ Неаполитанский, кардинал Римско-католической церкви, дядя и патрон будущего папы Павла IV. Как и большинство прелатов своей эпохи, он демонстрировал щедрый и заметный уровень жизни, которого ожидали от князя Церкви. В своей карьере он показал пример добросовестности для своих современников и воспитал своего родственника Джованни Пьетро Карафа, который также был «Кардиналом Карафа » с 1536 по 1555 год,до того, как он стал папой Павлом IV .

## Ранняя церковная карьера
Он родился в Неаполе в знаменитом доме,  видном на военной и административной службе Дома Арагона.

- архиепископ Неаполя (1458—1484)
- кардинал-священник Санти-Марчеллино-э-Пьетро (1467—1470)
- кардинал-священник Сан-Эузебио (1470—1476)
- кардинал-епископ Альбано (1476—1483)
- камерленго Коллегии кардиналов (1477—1478)
- кардинал-епископ Сабины (1483—1503)
- епископ Кава (1485—1497)
- декан Коллегии кардиналов (1492—1511)
- епископ Римини (1495—1497)
- архиепископ Киети (1499—1501)
- кардинал-епископ Остии (1503—1511)
- архиепископ Неаполя (1503—1505)